# Kataja Basket Club

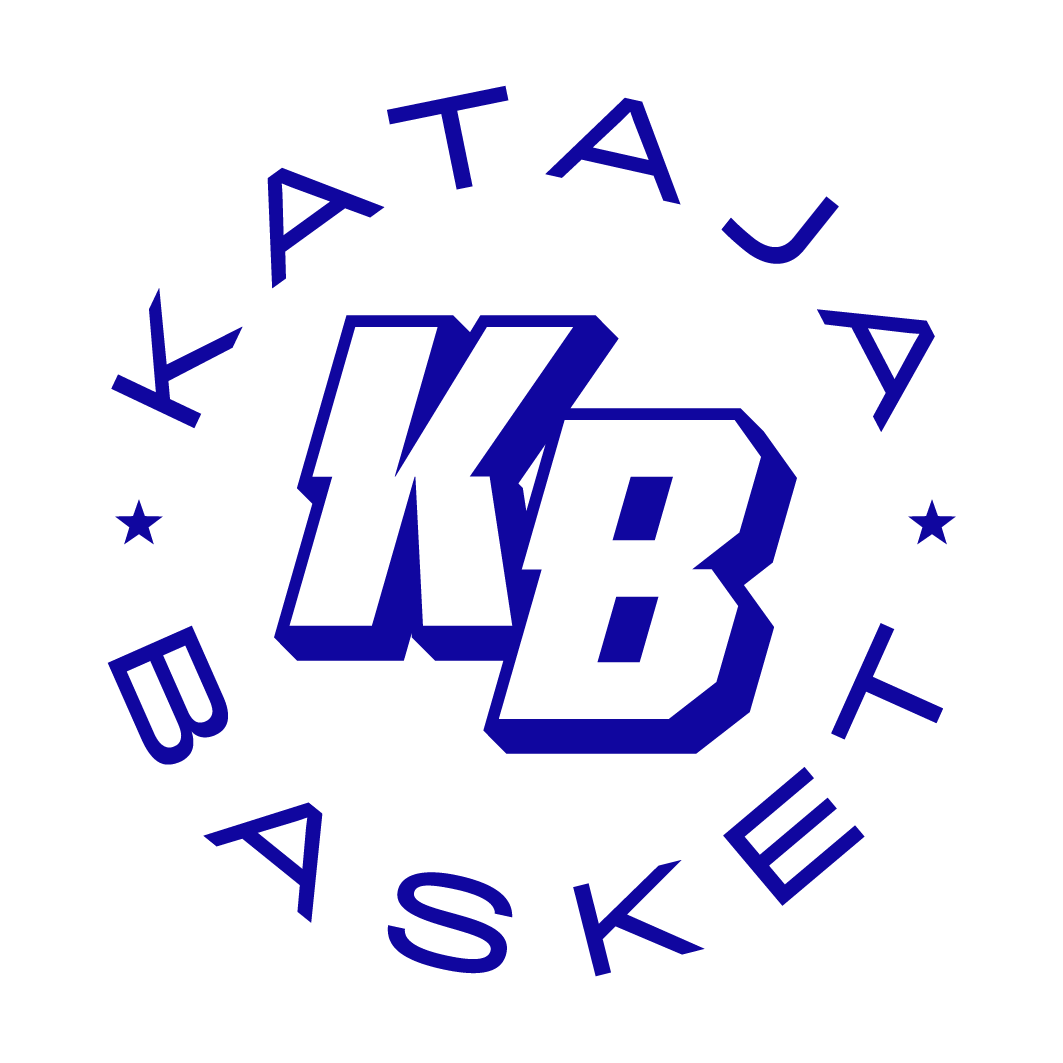
Logo do time

O Kataja Basket Club  é um clube profissional de basquetebol situado na cidade de Joensuu, Carélia do Norte, Finlândia que disputa atualmente a Liga Finlandesa.

## Títulos
- Korisliiga

Campeões (2): 2014–15, 2016–17
- Copa da Finlândia

Campeões (3): 2002, 2011, 2012, 2022

## Temporada por Temporada
| Temporada | Competições Domésticas | Competições Domésticas | Competições Domésticas | Competições Domésticas | Copa da Finlândia | competições Europeias | competições Europeias | competições Europeias |
| Temporada | Nível                  | Liga                   | Pos.                   | Resultado              | Copa da Finlândia | Nível                 | Liga                  | Resultado             |
| --------- | ---------------------- | ---------------------- | ---------------------- | ---------------------- | ----------------- | --------------------- | --------------------- | --------------------- |
| 2010–11   | 1                      | Korisliiga             | 3                      | Fiinalista             | Campeão           | —                     | —                     | —                     |
| 2011–12   | 1                      | Korisliiga             | 1                      | Fiinalista             | Campeão           | —                     | —                     | —                     |
| 2012–13   | 1                      | Korisliiga             | 2                      | Terceiro lugar         | –                 | 3                     | EuroChallenge         | QF                    |
| 2013–14   | 1                      | Korisliiga             | 3                      | Fiinalista             | —                 | 3                     | EuroChallenge         | TR                    |
| 2014–15   | 1                      | Korisliiga             | 3                      | Campeão                | —                 | 3                     | EuroChallenge         | TR                    |
| 2015–16   | 1                      | Korisliiga             | 1                      | Quartas de Finais      | —                 | 3                     | FIBA Europe Cup       | R32                   |
| 2016–17   | 1                      | Korisliiga             | 2                      | Campeão                | —                 | 3                     | Liga dos Campeões     | TR                    |
| 2017–18   | 1                      | Korisliiga             | 6                      | Quartas de Finais      | —                 | 4                     | Copa Europeia         | 2ªF                   |
| 2018–19   | 1                      | Korisliiga             | 6                      | Quartas de Finais      |                   | 4                     | Copa Europeia         | 2ªF                   |
| 2019–20   | 1                      | Korisliiga             |                        |                        |                   | 4                     | Copa Europeia         | TR                    |

### Camisetas Aposentadas
| Camisetas Aposentadas do Kataja Basket Club | Camisetas Aposentadas do Kataja Basket Club | Camisetas Aposentadas do Kataja Basket Club | Camisetas Aposentadas do Kataja Basket Club |
| No.                                         | Jogador                                     | Posição                                     | Temporadas                                  |
| ------------------------------------------- | ------------------------------------------- | ------------------------------------------- | ------------------------------------------- |
| 11                                          | Eero Oksava                                 | AR                                          | 1963–1980                                   |